# Sclerochiton
Genre
Sclerochiton est un genre de plantes à fleurs de la famille des Acanthaceae originaires d'Afrique tropicale et australe.

## Liste d'espèces
Selon Catalogue of Life (10 janvier 2018) :
- Sclerochiton apiculatus K. Vollesen
- Sclerochiton bequaertii De Wild.
- Sclerochiton boivinii (Baill.) C. B. Cl.
- Sclerochiton glandulosissimus K. Vollesen
- Sclerochiton harveyanus Nees
- Sclerochiton hirsutus K. Vollesen
- Sclerochiton ilicifolius A. Meeuse
- Sclerochiton insignis (Mildbr.) K. Vollesen
- Sclerochiton kirkii (T. Anders.) C. B. Cl.
- Sclerochiton nitidus (S. Moore) C. B. Cl.
- Sclerochiton obtusisepalus C. B. Cl.
- Sclerochiton odoratissimus Hilliard
- Sclerochiton preussii (Lindau) C. B. Cl.
- Sclerochiton tanzaniensis K. Vollesen
- Sclerochiton triacanthus A. Meeuse
- Sclerochiton uluguruensis K. Vollesen
- Sclerochiton vogelii (Nees) T. Anderson

Selon NCBI (10 janvier 2018) :
- Sclerochiton harveyanus
- Sclerochiton ilicifolius
- Sclerochiton kirkii
- Sclerochiton triacanthus
- Sclerochiton vogelii

Selon The Plant List (10 janvier 2018) :
- Sclerochiton bequaertii De Wild.
- Sclerochiton boivinii (Baill.) C.B. Clarke
- Sclerochiton caeruleus S. Moore
- Sclerochiton gilletii De Wild.
- Sclerochiton glandulosissimus Vollesen
- Sclerochiton harveyanus Nees
- Sclerochiton hirsutus Vollesen
- Sclerochiton ilicifolius A. Meeuse
- Sclerochiton insignis (Mildbr.) Vollesen
- Sclerochiton kirkii (T. Anderson) C.B. Clarke
- Sclerochiton nitidus (S.Moore) C.B.Clarke
- Sclerochiton obtusisepalus C.B. Clarke
- Sclerochiton odoratissimus Hilliard
- Sclerochiton preussii (Lindau) C.B. Clarke
- Sclerochiton tanzaniensis Vollesen
- Sclerochiton triacanthus A. Meeuse
- Sclerochiton uluguruensis Vollesen
- Sclerochiton vogelii (Nees) T.Anderson

Selon Tropicos (10 janvier 2018) (Attention liste brute contenant possiblement des synonymes) :
- Sclerochiton albus De Wild.
- Sclerochiton bequaertii De Wild.
- Sclerochiton boivinii (Baill.) C.B. Clarke
- Sclerochiton caeruleus S. Moore
- Sclerochiton cyaneus De Wild.
- Sclerochiton glandulosissimus Vollesen
- Sclerochiton harveyanus Nees
- Sclerochiton ilicifolius A. Meeuse
- Sclerochiton insignis (Mildbr.) Vollesen
- Sclerochiton kirkii (T. Anderson) C.B. Clarke
- Sclerochiton nitidus C.B. Clarke
- Sclerochiton obtusisepalus C.B. Clarke
- Sclerochiton odoratissimus Hilliard
- Sclerochiton preussii (Lindau) C.B. Clarke
- Sclerochiton sousae Benoist
- Sclerochiton stenostachyus Lindau
- Sclerochiton tanzaniensis Vollesen
- Sclerochiton triacanthus A. Meeuse
- Sclerochiton uluguruensis Vollesen
- Sclerochiton vogelii (Nees) T. Anderson